# Evânio da Silva
Evânio Rodrigues da Silva (Cícero Dantas, 2 de setembro de 1984) é um halterofilista paralímpico brasileiro.
Conquistou a medalha de prata nos Jogos Paralímpicos de Verão de 2016 no Rio de Janeiro, representando seu país na categoria até 88 kg masculino.